# Comandamentul Vlad Țepeș
Comandamentul Vlad Țepeș este o organizație paramilitară care pregătea o lovitură de stat în România cu sprijinul Federației Ruse. Organizația este Eurosceptică și anti-NATO și îl avea ca personalitate simbolică pe Radu Theodoru, un admirator al lui Stalin și negaționist al Holocaustului, care la data deconspirării organizației avea 101 ani.

## Oameni cheie, scurt istoric și idei
Comandamentul Vlad Țepeș a fost înființat în anul 2023 de catre Adrian Robertin Dinu, care este un susținător al lui Călin Georgescu și de Ștefan Mateescu sub coordonarea colonelului Viktor Makovsaki și a succesorilor săi, Alexandr Chuprina și Evgheni Ignatiev. Grupul s-ar fi coagulat în jurul generalului în retragere Radu Theodoru, prezentat ca „generalul Radu Theodoru – Mareșalul Românismului” și devenit imaginea organizației.
Începând cu anul 2023, nucleul de conducere al organizației Comandamentul Vlad Țepeș a lucrat intens la redactarea unui „manifest” și a unui „act constitutiv” al Statului Major Militar Vlad Țepeș, în cadrul cărora au fost stabilite obiective, spun procurorii de la Direcția de Investigare a Infracțiunilor de Criminalitate Organizată și Terorism (DIICOT). Adrian Robertin Dinu și Marius Semeniuc ar fi efectuat vizite la Moscova în ianuarie 2025.
Organizația avea o structură de conducere militară și de stat major cu Adrian Robertin Dinu ca șeful acesteia.
| Adrian Robertin Dinu (cei care urmează sunt subordonați lui Dinu) Ștefan Mateescu & Radu-Pompiliu Șofran & Radu Mihail Lupu & Marius Semeniuc & Atittiene Cristian-Georgică |
| --- |

Comandamentul dorea întoarcerea la un sistem de guvernare cu un partid unic, eliminarea „agenților diversioniști”, refacerea legăturilor cu Rusia si China, inclusiv recuperarea teritoriilor din Ucraina.

## Planuri pentru Lovitura de Stat
Organizația este similară cu cea numită Uniunea Patriotică, care a încercat sa dea o lovitură de stat în Germania în anul 2022, grup care are caracteristici neonaziste și este parte a unui grup mai larg numit Reichsbürger („Cetățenii Reich-ului”).
În data de 5 martie 2025 procurorii din cadrul DIICOT au efectuat opt percheziții domiciliare în raza municipiului București precum și în județele Ilfov, Giurgiu și Maramureș. Mai multe persoane au fost reținute pentru constituirea unui grup infracțional organizat și pentru trădare. SRI spune că încă din 2023 organizația a organizat și derulat activități, inclusiv de constituire a unei grupări paramilitare, în vederea afectării ordinii constituționale a României, precum și derulării de acțiuni subversive cu caracter instigator în scopul influențării vieții sociopolitice. 
Ei ar fi intrat în contact cu agenți ai unei puteri străine pe teritoriul României și al Federației Ruse, cu scopul de a negocia o eventuală retragere a României din NATO. Aceștia ar fi intrat în contact și cu oficialii ruși considerați începând cu 5 martie persona non grata și expulzați din România, unul dintre aceștia fiind Evgheni Ignatiev, cel cu care a cerut Marian Motocu să i se facă legătura la Ambasada Rusiei.

## Organizarea Statului
Guvernul urma sa fie alcătuit din 9 ministere după cum urmează:
| # | Nume Minister                                                                        |
| - | ------------------------------------------------------------------------------------ |
| 1 | Ministerul Justiției                                                                 |
| 2 | Ministerul Sănătății și Muncii                                                       |
| 3 | Ministerul Educației, Cercetării, Culturii, Sport și Tineret, Turism și Digitalizare |
| 4 | Ministerul Apărării Naționale                                                        |
| 5 | Ministerul Administrației și Internelor                                              |
| 6 | Ministerul Agriculturii, Apelor, Pădurilor, Mediului și Dezvoltării                  |
| 7 | Ministerul Transporturilor, Infrastructurii și Energiei                              |
| 8 | Ministerul Finanțelor și Economiei                                                   |
| 9 | Ministerul Afacerilor Interne                                                        |

Camera Deputaților și Senatul urmau sa fie înlocuite de „Consiliul Bătrânilor” si de „Comitetul Moșilor”.